# Weißlicher Hundszahn
Der Weißliche Hundszahn (Erythronium albidum) ist eine Pflanzenart der Gattung Hundszahen (Erythronium) in der Familie der Liliengewächse (Liliaceae).

## Merkmale

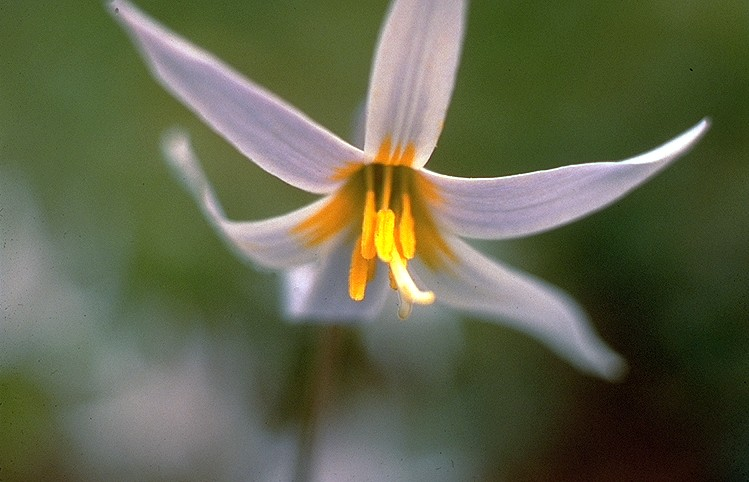
Blüte

Der Weißliche Hundszahn ist eine ausdauernde, krautige Zwiebelpflanze, die unterirdische Ausläufer ausbildet und Wuchshöhen von 7 bis 20 Zentimeter erreicht. Die Blätter messen 8 bis 22 × ungefähr 3,5 Zentimeter. Die Perigonblätter sind 20 bis 40 Millimeter lang und besitzen am Grund keine Öhrchen. Ihre Oberseite ist weiß gefärbt mit einem gelben Fleck am Grund, die Unterseite ist rosa oder lavendelfarben. Die Griffel sind 15 bis 25 Millimeter lang. Die Narbenlappen sind zurückgebogen und 1,5 Millimeter lang.
Die Blütezeit reicht von April bis Mai.
Die Chromosomenzahl beträgt 2n= 44.

## Vorkommen
Der Weißliche Hundszahn kommt im Osten der USA und in Südost-Kanada von Osttexas bis Minnesota, Süd-Ontario und New York vor. Die Art wächst in Auen und im Hügelland in frischen Wäldern auf Lehm in Höhenlagen von 0 bis 300 Meter.

## Nutzung
Der Weißliche Hundszahn wird selten als Zierpflanze für Steingärten und Gehölzränder genutzt. Die Art ist seit spätestens 1824 in Kultur.

## Belege
- Eckehart J. Jäger, Friedrich Ebel, Peter Hanelt, Gerd K. Müller (Hrsg.): Rothmaler - Exkursionsflora von Deutschland. Band 5: Krautige Zier- und Nutzpflanzen. Spektrum Akademischer Verlag, Berlin Heidelberg 2008, ISBN 978-3-8274-0918-8, S. 680.